# Steffen Brand
Steffen Brand (* 10. März 1965 in Recklinghausen) ist ein ehemaliger deutscher Leichtathlet und heute Sportmediziner.
Steffen Brand stand lange im Schatten des nahezu gleichaltrigen Dieter Baumann und wurde 1990 Deutscher Meister über 5000 m, als Baumann verletzt war. Er gehörte von 1992 bis 1996 zu den weltbesten 3000-Meter-Hindernisläufern.

## Deutscher Meister
Steffen Brand war über 3000 Meter Hindernis 1992, 1993 und 1996 Deutscher Meister.

## Internationale Erfolge
- Steffen Brand stieg erst 1992 – mit 27 Jahren – zum Hindernislauf um. Seine persönliche Bestleistung über 3000-Meter Hindernis liegt bei 8:14,37 min (1995).
- Steffen Brand wurde Olympiafünfter 1992 und Olympiasechster 1996.
- Bei den Weltmeisterschaften war er Sechster 1993 und Vierter 1995.
- Steffen Brand war meist neben Alessandro Lambruschini bester Europäer bei den Saisonhöhepunkten. Ausgerechnet im Jahr der Europameisterschaften 1994 war er allerdings nicht in Bestform.

## Verein
Von 1985 bis 1993 startete er für den TV Wattenscheid 01, ab 1994 für die LG Bayer Leverkusen.

## Rudolf-Harbig-Preis
Steffen Brand wurde 1997 der Rudolf-Harbig-Gedächtnispreis verliehen. 